# 陳思燏
陳思燏，字益輝，號子中，江西永修人，清朝官員。
於浙江溫州知府就任。同治九年（1870年）接替祝永清擔任台灣府知府。而此官職是台灣清治時期此期間，受台灣道制約的台灣地方父母官。